# Dennis Ralston
Richard Dennis Ralston (Bakersfield, 27 de julho de 1942 – 6 de dezembro de 2020) foi um tenista profissional estadunidense.
Conquistou cinco Grand Slams em duplas, entre os quais o Torneio de Wimbledon em 1960 ao lado do Rafael Osuna. Integrou a equipe dos Estados Unidos que venceu a Copa Davis de 1963. Também foi finalista de simples em Wimbledon em 1966.
Foi introduzido ao International Tennis Hall of Fame em 1987.
Morreu em 6 de dezembro de 2020, aos 78 anos, devido a um câncer.